# Edea (gruppo musicale)
Gli Edea sono stati un gruppo musicale finlandese formato nel 1997 dalla cantante Marika Krook e dai musicisti Tommy Mansikka-Aho, Samuli Kosminen, Alexi Ahoniemi e Abdissa Asifa.
Hanno rappresentato la Finlandia all'Eurovision Song Contest 1998 con il brano Aava.

## Carriera
Lo stile musicale degli Edea, che includono membri da Finlandia, Svezia ed Etiopia, si caratterizza per i testi scritti in una forma antica della lingua finlandese che parlano di vecchie tradizioni locali. Il loro singolo di debutto Jera è uscito nel 1997.
Il 14 febbraio 1998 hanno partecipato al programma di selezione del rappresentante finlandese per l'Eurovision Song Contest 1998 con il loro secondo singolo Aava, e sono stati scelti come vincitori dal pubblico e dalle giurie. Alla finale dell'Eurovision, che si è tenuta il successivo 9 maggio a Birmingham, si sono classificati al 15º posto su 25 partecipanti con 22 punti totalizzati.
Aava ha raggiunto il 17º posto della classifica dei singoli più venduti in Finlandia e ha anticipato l'uscita dell'album di debutto eponimo del complesso, che a sua volta è arrivato al 33º posto in classifica.

## Formazione
- Marika Krook - voce
- Tommy Mansikka-Aho - strumenti a fiato, percussioni
- Samuli Kosminen - percussioni
- Alexi Ahoniemi - tastiera, flauto, sassofono soprano, coro
- Assefa Abdissa - percissioni

## Discografia

### Album
- 1998 - Edea

### Singoli
- 1997 - Jera
- 1998 - Aava